# Nationale Akademie für Theater- und Filmkunst „Krastjo Sarafow“
Die Nationale Akademie für Theater- und Filmkunst „Krastjo Sarafow“ (bulgarisch Национална академия за театрално и филмово изкуство, Abkürzung НАТФИЗ) ist eine Theater- und Filmhochschule in Sofia. Benannt wurde die Akademie nach dem bulgarischen Theaterschauspieler Krastjo Sarafow.
Die Akademie wurde 1948 als erste universitäre Ausbildungsstätte für Theater und Film gegründet. Bis heute ist es die einzige öffentliche Institution dieser Art im Land. Jedes Jahr werden etwa 120 neue Studenten angenommen, darunter 20 internationale Studenten, die in drei unterschiedlichen Gebäuden unterrichtet werden. Das Übungstheater wurde 1957 und das Puppentheater 1966 gegründet. Neben einem Kino, einer Videohalle und einem audiovisuellen Zentrum gibt es eine Bibliothek mit über 60.000 nationalen und internationalen Fachbüchern. Das Studentenwohnheim befindet sich im Studentski grad auf dem Campus von Sofias Universitäten.

## Rektoren
1. Dimitar Mitow (1948–1952)
2. Ljubomir Tenew (1952–1953)
3. Bojan Danowski (1953–1954)
4. Dimitar Mitow (1954–1961)
5. Zhelcho Mandadzhiev (1961–1964)
6. Vasil Kolevski (1964–1968)
7. Stefan Karakostov (1968–1970)
8. Ivan Chipev (1970–1976)
9. Krastyo Goranov (1976–1981)
10. Nadezhda Seykova (1981–1987)
11. Encho Halachev (1987–1989)
12. Hristo Rukov (1989–2001)
13. Zdravko Mitkov (2001–2003)
14. Stanislav Semerdzhiev (2003–2011)
15. Lubomir Halatchev (seit 2011)

## Fachrichtungen

### Bachelor-Studiengänge
- Schauspielkunst für dramatisches Theater
- Schauspielkunst für Puppentheater
- Animation
- Dramaturgie
- Kinowissenschaft (Kinematografie?)
- Dramaturgie
- Regie für Puppentheater
- Regie für dramatisches Theater
- Bühnen- und Bildschirm-Design
- Theaterwissenschaften und Theatermanagement
- Theater der Bewegung
- Film- und Fernsehschnitt
- Film- und Fernsehregie
- Film- und Fernsehkameramann
- Fotografie
- Szenografie für Puppentheater

### Master-Studiengänge
- Management für Bildschirmkünste
- Management für Bühnenkunst
- Theaterkunst
- Film- und Fernsehkunst
- Schauspielerische Meisterschaft für Theater und Kino
- Öffentliche Rede